# 形状公差
形状公差，是指单一实际要素的形状所允许的变动量。
形状公差带的特点是不涉及基准，它的方向和位置均是浮动的，只能控制被测要素形状误差的大小。
形状公差包括直线度、平面度、圆度、圆柱度、线轮廓度和面轮廓度，被测要素为直线、平面、圆和圆柱面。
| 集合特徵 | 符號 | 基準 | 解釋 |
| -------- | ---- | ---- | ---- |
| 直線度   |      | 無   |      |
| 平面度   |      | 無   |      |
| 圓度     |      | 無   |      |
| 圓柱度   |      | 無   |      |
| 線輪廓度 |      | 無   |      |
| 面輪廓度 |      | 無   |      |